# Saint-Pierre (Cantal)
Pour les articles homonymes, voir Saint-Pierre.
Saint-Pierre est une commune française située dans le département du Cantal, en région Auvergne-Rhône-Alpes.

## Géographie

### Localisation
Située dans le Massif central, la commune est entourée aux trois-quarts par le lit de la Dordogne qui marque là la limite entre le Cantal et la Corrèze. La commune de Champagnac est la seule avec laquelle elle partage une limite terrestre.

### Communes limitrophes
Saint-Pierre est limitrophe de six autres communes, dont cinq dans le département de la Corrèze.
| Sainte-Marie-Lapanouze (Corrèze) | Roche-le-Peyroux (Corrèze) | Sarroux - Saint Julien (Corrèze) |
| Liginiac (Corrèze)               | Saint-Pierre               |                                  |
| Sérandon (Corrèze)               |                            | Champagnac                       |

### Géologie et relief
La superficie de la commune est de 1 427 hectares ; son altitude varie entre 352 et 692 mètres.

### Hydrographie
Outre la Dordogne qui enserre le territoire communal du nord-est au sud-ouest en passant par le nord, Saint-Pierre est traversée par deux de ses affluents : le ruisseau de Combret et le ruisseau de Gioux.

### Climat
Pour des articles plus généraux, voir Climat d'Auvergne-Rhône-Alpes et Climat du Cantal.
En 2010, le climat de la commune est de type climat océanique altéré, selon une étude du CNRS s'appuyant sur une série de données couvrant la période 1971-2000. En 2020, Météo-France publie une typologie des climats de la France métropolitaine dans laquelle la commune est exposée à un climat de montagne ou de marges de montagne et est dans la région climatique Ouest et nord-ouest du Massif Central, caractérisée par une pluviométrie annuelle de 900 à 1 500 mm, maximale en automne et en hiver.
Pour la période 1971-2000, la température annuelle moyenne est de 9,9 °C, avec une amplitude thermique annuelle de 15,3 °C. Le cumul annuel moyen de précipitations est de 1 174 mm, avec 13,8 jours de précipitations en janvier et 7,9 jours en juillet. Pour la période 1991-2020, la température moyenne annuelle observée sur la station météorologique de Météo-France la plus proche, sur la commune de Saignes à 9 km à vol d'oiseau, est de 11,3 °C et le cumul annuel moyen de précipitations est de 987,0 mm,. Pour l'avenir, les paramètres climatiques de la commune estimés pour 2050 selon différents scénarios d'émission de gaz à effet de serre sont consultables sur un site dédié publié par Météo-France en novembre 2022.

## Urbanisme

### Typologie
Au 1er janvier 2024, Saint-Pierre est catégorisée commune rurale à habitat très dispersé, selon la nouvelle grille communale de densité à 7 niveaux définie par l'Insee en 2022.
Elle est située hors unité urbaine et hors attraction des villes,.

### Occupation des sols
L'occupation des sols de la commune, telle qu'elle ressort de la base de données européenne d’occupation biophysique des sols Corine Land Cover (CLC), est marquée par l'importance des territoires agricoles (61,1 % en 2018), en augmentation par rapport à 1990 (58,8 %). La répartition détaillée en 2018 est la suivante : 
prairies (41 %), forêts (34,7 %), zones agricoles hétérogènes (20,2 %), eaux continentales (4,2 %). L'évolution de l’occupation des sols de la commune et de ses infrastructures peut être observée sur les différentes représentations cartographiques du territoire : la carte de Cassini (XVIIIe siècle), la carte d'état-major (1820-1866) et les cartes ou photos aériennes de l'IGN pour la période actuelle (1950 à aujourd'hui).

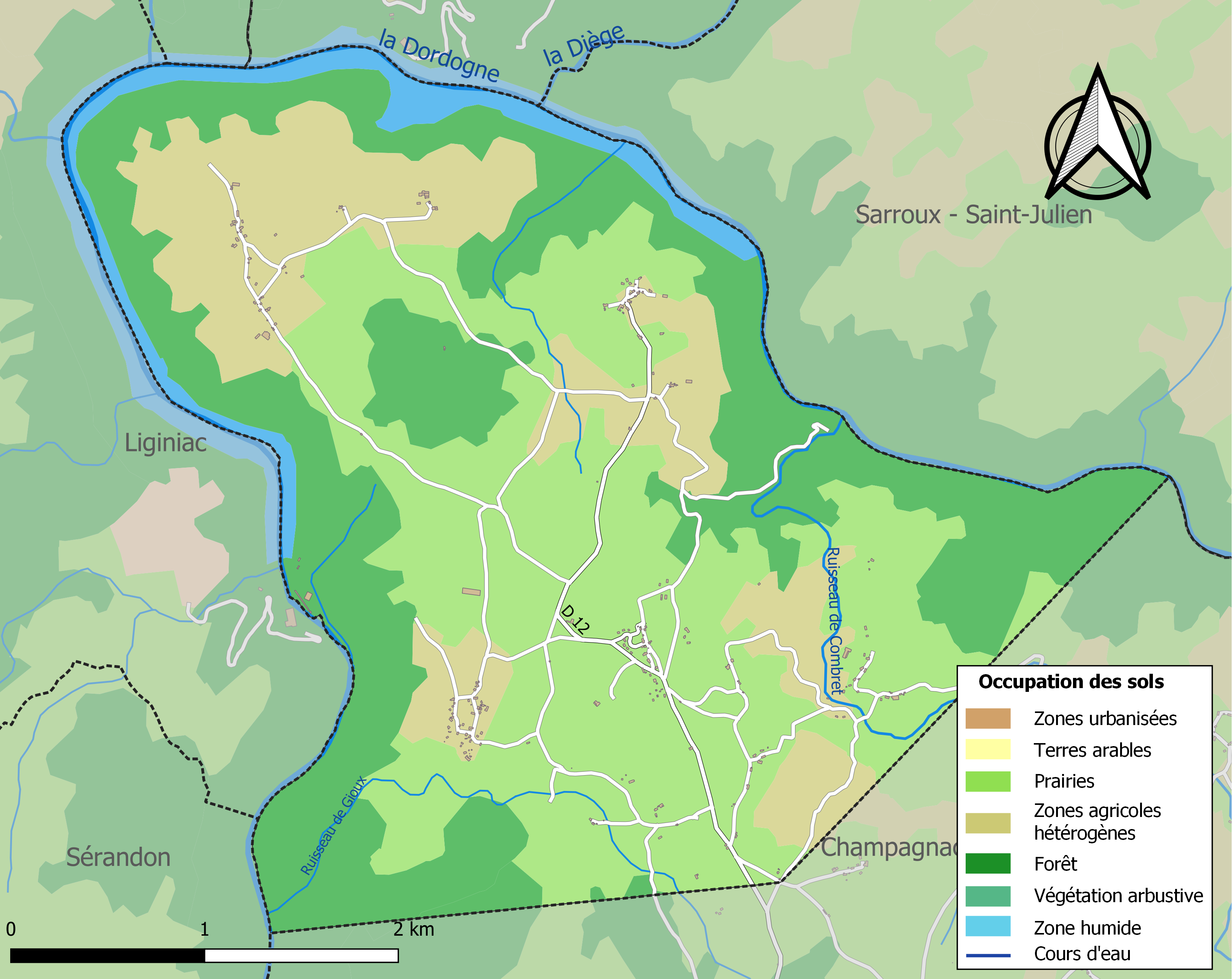
Carte des infrastructures et de l'occupation des sols de la commune en 2018 (CLC).

### Logement
En 2009, le nombre total de logements dans la commune était de 110, alors qu'il était de 102 en 1999.
Parmi ces logements, 60,9 % étaient des résidences principales, 32,7 % des résidences secondaires et 6,4 % des logements vacants. Ces logements étaient pour 86,4 % d'entre eux des maisons individuelles et pour 10,0 % des appartements.
La proportion des résidences principales, propriétés de leurs occupants était de 64,2 %, en légère hausse par rapport à 1999 (61,0 %).

## Histoire
La commune est née d'une création par démembrement de la commune de Champagnac en 1871.
Un gisement d'uranium a été exploité au nord du village de 1958 à 1964, puis de 1975 à 1986. Au total, pour une extraction de 572 000 à 710 000 tonnes de minerai.

## Politique et administration

### Administration municipale
La population de la commune étant comprise entre 100 et 499 habitants au recensement de 2011, onze conseillers municipaux ont été élus en 2014,.

### Liste des maires
| Période                                  | Période                    | Identité       | Étiquette | Qualité     |
| ---------------------------------------- | -------------------------- | -------------- | --------- | ----------- |
| Les données manquantes sont à compléter. |                            |                |           |             |
| avant 1981                               | ?                          | Gustave Boboul |           |             |
| mars 2001                                | En cours (au 9 avril 2014) | Daniel Salvary | UMP-LR    | Agriculteur |

### Instances judiciaires et administratives
Saint-Pierre relève du conseil de prud'hommes d'Aurillac, de la Cour administrative d'appel de Lyon, de la Cour d'appel de Riom, de la Cour d'assises du Cantal, du tribunal administratif de Clermont-Ferrand, du tribunal d'instance d'Aurillac, du tribunal de commerce d'Aurillac, du tribunal de grande instance d'Aurillac et du tribunal pour enfants d'Aurillac.

### Contamination radioactive de l'environnement
Sur la commune se trouvait une mine d’uranium qui est à l'origine d'une contamination radioactive par des déchets radifères de faible activité. En 2007, les recherches effectuées par l'Institut de radioprotection et de sûreté nucléaire (IRSN) confirment les risques et la présence de déchets radioactifs dans le domaine public.  En juillet 2008, le magazine Le Point indique la réutilisation des déchets radioactifs comme remblai dans la commune. La commune est citée parmi les communes contenant des déchets radioactifs, dans le reportage Uranium, le scandale de la France contaminée de l'émission Pièces à conviction sur France 3 le 11 février 2009.  Une instruction est ouverte contre la Société des mines de Jouac, filiale de la Cogema qui exploitait le site, devant le tribunal de grande instance d'Aurillac en décembre 2013. Celle-ci est relaxée en mai 2014.
Le 15 juin 2016, la CRIIRAD dénonce, dans une lettre au ministre de l’Environnement, des travaux d'aménagement (plantation d'arbres, érection d'une stèle) sur des parcelles contenant certains des résidus d'exploitation, en violation de l'arrêté préfectoral interdisant toute atteinte aux couches de recouvrement des déchets.

### Jumelages
Au 10 mars 2015, Saint-Pierre n'est jumelée avec aucune commune.

## Démographie
L'évolution du nombre d'habitants est connue à travers les recensements de la population effectués dans la commune depuis 1872. Pour les communes de moins de 10 000 habitants, une enquête de recensement portant sur toute la population est réalisée tous les cinq ans, les populations de référence des années intermédiaires étant quant à elles estimées par interpolation ou extrapolation. Pour la commune, le premier recensement exhaustif entrant dans le cadre du nouveau dispositif a été réalisé en 2004.

En 2022, la commune comptait 146 habitants, en évolution de +8,15 % par rapport à 2016 (Cantal : −1,08 %, France hors Mayotte : +2,11 %).
| 1872 | 1876 | 1881 | 1886 | 1891 | 1896 | 1901 | 1906 | 1911 |
| ---- | ---- | ---- | ---- | ---- | ---- | ---- | ---- | ---- |
| 538  | 568  | 570  | 573  | 509  | 452  | 542  | 512  | 543  |

| 1921 | 1926 | 1931 | 1936 | 1946 | 1954 | 1962 | 1968 | 1975 |
| ---- | ---- | ---- | ---- | ---- | ---- | ---- | ---- | ---- |
| 374  | 334  | 311  | 363  | 238  | 224  | 231  | 208  | 148  |

| 1982 | 1990 | 1999 | 2004 | 2006 | 2009 | 2014 | 2019 | 2022 |
| ---- | ---- | ---- | ---- | ---- | ---- | ---- | ---- | ---- |
| 148  | 148  | 150  | 160  | 161  | 168  | 139  | 142  | 146  |

## Économie

### Revenus de la population et fiscalité
En 2011, le revenu fiscal médian par ménage était de 20 342 €, ce qui plaçait Saint-Pierre au 30 706e rang parmi les 31 886 communes de plus de 49 ménages en métropole.
En 2009, 70,6 % des foyers fiscaux n'étaient pas imposables.

### Emploi
En 2009, la population âgée de 15 à 64 ans s'élevait à 102 personnes, parmi lesquelles on comptait 71,6 % d'actifs dont 63,7 % ayant un emploi et 7,8 % de chômeurs.
On comptait 373 emplois dans la zone d'emploi, contre 31 en 1999. Le nombre d'actifs ayant un emploi résidant dans la zone d'emploi étant de 65, l'indicateur de concentration d'emploi est de 49,2 %, ce qui signifie que la zone d'emploi offre un emploi pour deux habitants actifs.

### Entreprises et commerces
Au 31 décembre 2010, Saint-Pierre comptait 21 établissements : 14 dans l'agriculture-sylviculture-pêche, 1 dans l'industrie, 2 dans la construction, 3 dans le commerce-transports-services divers et 1 relatif au secteur administratif.
En 2011, aucune entreprise n'a été créée à Saint-Pierre.

## Culture locale et patrimoine

### Lieux et monuments

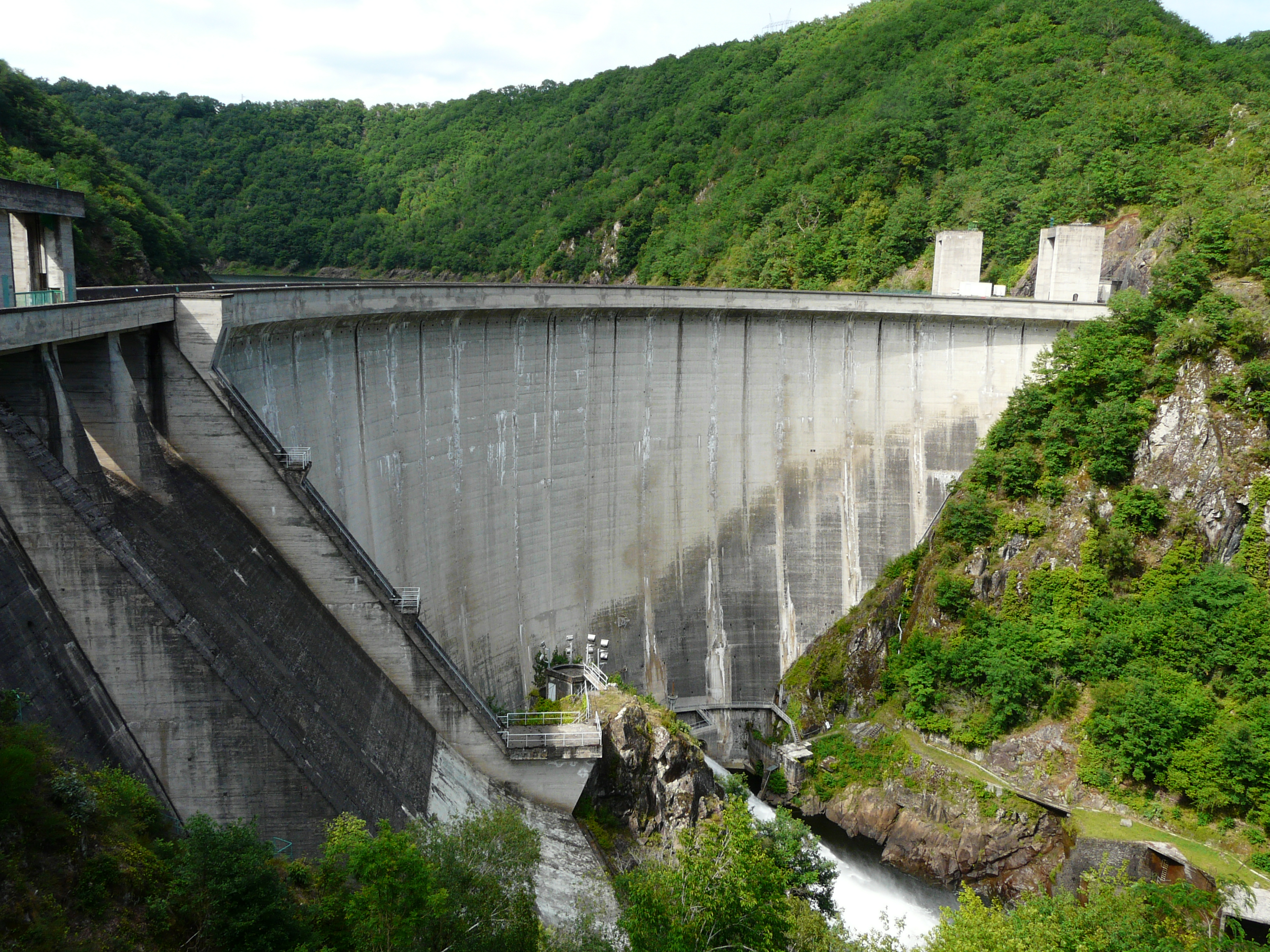
Le barrage de Marèges est pour moitié (à droite) sur la commune de Saint-Pierre.

La commune ne compte ni monument, ni objet répertorié à l'inventaire des monuments historiques, mais elle contient 13 lieux et monuments ainsi que le mobilier de l'église paroissiale répertoriés à l'inventaire général du patrimoine culturel,. Parmi ces lieux et monuments, on peut citer la centrale hydroélectrique dite « barrage de Marèges » qui se trouve en partie sur la commune, sur la Dordogne à la limite avec Liginiac et dont l'accès routier au barrage n'existe pas du côté Cantal ; cette centrale a été construite en 1935.

### Héraldique
| Blason de Saint-Pierre (Cantal) | Blason  | Parti d'argent et d'azur, à une croix pattée droite alésée de gueules brochant en cœur et à deux clés renversées d'or passées en sautoir et sur-brochant. |
| Blason de Saint-Pierre (Cantal) | Détails | Les clés sont les attributs de saint Pierre. Le statut officiel du blason reste à déterminer.                                                             |